# 福島信晴
福島 信晴（ふくしま のぶはる、1947年5月3日 - ）は、日本中央競馬会・栗東トレーニングセンターに所属していた元調教師。おじに福島角一（元調教師）、父方の従兄弟に福島勝（元調教師）がいる。

## 来歴
1963年におじの京都福島角一厩舎所属の騎手候補となり（ただし異説もあり、馬事公苑14期生だったとの報道もある）、1969年に騎手免許を取得し、同厩舎より騎手デビュー。1976年に栗東諏訪佐市厩舎所属、1980年には栗東鹿戸幸治厩舎所属と渡り歩き、1984年に騎手引退。従兄弟である福島勝厩舎の調教助手へ転身する。騎手成績は中央通算1118戦62勝。
1988年に調教師免許を取得し、翌1989年に厩舎を開業。初出走は同年3月4日の阪神競馬第6競走のハーバーウェイで12着、初勝利は同年3月25日の阪神競馬第12競走でコシジダンサーで、のべ14戦目であった。1991年4月3日に管理馬が地方競馬で初出走し、同年5月12日に京阪杯をイクノディクタスが制し、重賞初勝利を挙げた。翌1992年にはイクノディクタスがJRA賞最優秀5歳以上牝馬を受賞した。また、99戦出走し、15歳まで現役だったミスタートウジンも管理馬であった。
騎手は村本善之の起用がとくに多く、イクノディクタスやミスタートウジンなどの有力馬のほとんどに起用しており、厩舎の主戦騎手であった。村本が引退したあとは、主戦と言うほどの偏りは見られず、藤岡佑介や中村将之が比較的多い程度である。
2018年2月28日付けで定年の為、調教師を引退することになった。

## 騎手成績
| 通算成績 | 1着 | 2着 | 3着 | 騎乗数 | 勝率 | 連対率 |
| -------- | --- | --- | --- | ------ | ---- | ------ |
| 平地     | 62  | 72  | 100 | 1118   | .055 | .120   |

|            | 日付           | 競走名       | 馬名       | 頭数 | 人気 | 着順 |
| ---------- | -------------- | ------------ | ---------- | ---- | ---- | ---- |
| 重賞初騎乗 | 1972年10月29日 | 京都牝馬特別 | ツキモアー | 16頭 | 16   | 15着 |

## 調教師成績
|            | 日付          | 競馬場・開催  | 競走名       | 馬名             | 頭数 | 人気 | 着順 |
| ---------- | ------------- | ------------- | ------------ | ---------------- | ---- | ---- | ---- |
| 初出走     | 1989年3月4日  | 1回阪神3日6R  | 3歳新馬      | ハーバーウェイ   | 12頭 | 11   | 12着 |
| 初勝利     | 1989年3月25日 | 2回阪神1日12R | 4歳上400万下 | コシジダンサー   | 9頭  | 2    | 1着  |
| 重賞初出走 | 1989年4月16日 | 3回中山8日11R | 皐月賞       | ミスタートウジン | 20頭 | 14   | 13着 |
| 重賞初勝利 | 1991年5月12日 | 4回京都8日11R | 京阪杯       | イクノディクタス | 13頭 | 7    | 1着  |

### おもな管理馬
太字はGI競走
- ミスタートウジン（1991年 武蔵野ステークス、1993年 ガーネットステークス、平安ステークス、※この3競走は当時オープン特別競走）
- イクノディクタス（1991年 京阪杯、1992年 金鯱賞、小倉記念、オールカマー）
- ダンデイアポロ（1991年 小倉障害ステークス）
- ダンディコマンド（1997年 北九州記念）
- テンパイ（1998年 プロキオンステークス）
- ツジモンテカルロ（1998年MRO金賞[注 1]）
- ミッキーコマンド（2005年 ひまわり賞 (小倉競馬)）
- ナムラマース（2006年 コスモス賞、札幌2歳ステークス、2007年 毎日杯）
- ナムラクレセント（2011年 阪神大賞典）
- テイエムイナズマ（2012年 デイリー杯2歳ステークス）
- ナムラビクター（2014年 アンタレスステークス）
- アンバルブライベン（2014年京阪杯、2015年シルクロードステークス[3]）
- ダイアナヘイロー （2017年 北九州記念、2018年阪急杯）
- テイエムヒッタマゲ（2017年たんぽぽ賞[注 1]）

## 主な厩舎所属者
※太字は門下生。括弧内は厩舎所属期間と所属中の職分。
- 昆貢（1989年-1999年 調教助手）
- 原田聖二（1999年-2001年 騎手）
- 森田直行（1989年-2007年 厩務員）